# Nabis ferus
Nabis ferus (auch Wilde Sichelwanze) ist eine Wanzenart aus der Familie der Sichelwanzen (Nabidae).

## Merkmale
Die Wanzen werden 7,5 bis 8,6 Millimeter lang. Sie haben eine graue bis braune Grundfarbe und immer voll entwickelte (makroptere) Flügel, bei denen die Hemielytren hinter das Hinterleibsende reichen. Man kann die Art von makropteren Individuen von Nabis rugosus und Nabis ericetorum durch die dichte Behaarung der Hemielytren unterscheiden. Außerdem ist ihr Pronotum mit einem Größenverhältnis von 1,75:1,3 (Breite:Länge) deutlich länger. Nabis pseudoferus ist ebenso sehr ähnlich, dieser Art fehlen jedoch ebenfalls die stark behaarten Hemielytren und sie trägt auch deutlich weniger Haare am Apex des Coriums. Unterhalb der Hemielytren ist der Hinterleibsrücken einfarbig dunkel. Vom Kopf bis zum Schildchen (Scutellum) verläuft eine dunkle Mittellinie. Die Membran der Hemielytren befindet sich am Grund einer von Adern umschlossene Zelle.

## Vorkommen und Lebensraum
Die Art ist in Europa, mit Ausnahme des Nordens des Mittelmeerraums und der Iberischen Halbinsel verbreitet. Im Osten erstreckt sich die Verbreitung über Sibirien und Zentralasien bis nach China und Japan. In Deutschland und Österreich tritt die Art überall auf und ist meist nicht selten, im Vergleich zu Nabis pseudoferus aber deutlich seltener.
Besiedelt werden offene bis halbschattige, grasreiche, mäßig trockene bis feuchte Lebensräume.

## Lebensweise
Nabis ferus ernährt sich unspezifisch von verschiedenen Beutetieren. Die flugfähigen Imagines jagen am Boden und in der Krautschicht. Die Überwinterung findet als Imago in lockerer, trockener Bodenstreu, auch in Wäldern statt. Die Weibchen stechen ihre Eier im Mai und Anfang Juni in mehr oder weniger großen Gruppen von maximal 20 Stück in Hohlräume in Grashalmen, selten auch in die Stängel von krautigen Pflanzen ein. Die Nymphen treten ab Anfang Juni auf, die Adulten der neuen Generation etwa ab August.

## Belege